# Yalinga (flygplats)
Yalinga är en flygplats i Centralafrikanska republiken. Den ligger i den centrala delen av landet, 600 km öster om huvudstaden Bangui. Yalinga ligger 601 meter över havet.
Terrängen runt Yalinga är platt. Trakten runt Yalinga är nära nog obefolkad, med mindre än två invånare per kvadratkilometer..
I omgivningarna runt Yalinga växer huvudsakligen savannskog.